# وانشان
وانشان (بالفارسية: وانشان) هي قرية تقع في قسم نيوان الريفي في إيران. يقدر عدد سكانها بـ 624 نسمة .